# Сала, Клаудио
Клаудио Сала (итал. Claudio Sala, 8 сентября 1947, Макерио, Италия) — итальянский футболист, игравший на позиции флангового полузащитника. По завершении игровой карьеры — футбольный тренер. В качестве игрока прежде всего известен по выступлениям за клуб «Торино», а также национальную сборную Италии. Чемпион Италии. Обладатель Кубка Италии.

## Клубная карьера
Воспитанник футбольной школы клуба «Монца». Взрослую футбольную карьеру начал в 1965 году в основной команде того же клуба, провёл два сезона, приняв участие в 75 матчах чемпионата и забил 24 гола.
В течение 1967—1968 годов защищал цвета команды клуба «Наполи».
Своей игрой за последнюю команду привлёк внимание представителей тренерского штаба клуба «Торино», в состав которого присоединился в 1969 году. Сыграл за туринскую команду следующие одиннадцать сезонов своей игровой карьеры. Большую часть времени, проведённого в составе «Торино», был основным игроком команды. За это время завоевал титул чемпиона Италии, становился обладателем Кубка Италии.
Завершил профессиональную игровую карьеру в клубе «Дженоа», за команду которого выступал на протяжении 1980—1982 годов.

## Выступления за сборную
В 1971 году дебютировал в официальных матчах в составе национальной сборной Италии. В течение карьеры в национальной команде, которая длилась 8 лет, провёл в форме главной команды страны 18 матчей. В составе сборной был участником чемпионата мира 1978 года в Аргентине.

## Карьера тренера
Начал тренерскую карьеру, вернувшись к футболу после небольшого перерыва, в 1989 году, возглавив в качестве исполняющего обязанности главного тренера тренерский штаб клуба «Торино».
В дальнейшем возглавлял команду клуба «Катандзаро».
В настоящее время последним местом тренерской работы был клуб «Монкальери», команду которого Клаудио Сала возглавлял в качестве главного тренера 2001 года.

## Титулы и достижения

### Командные
- Чемпион Италии (1): «Торино»:  1975/1976
- Обладатель Кубка Италии (1): «Торино»:  1970/1971

### Личные
- Футболист года в Италии по версии Guerin Sportivo (2): 1976, 1977